# Opava
Opava (pronunție în cehă [ˈopava] ⓘ; în sileziană: Uopawa, în germană Troppau, în germană sileziană: Tropp, în poloneză Opawa, în latină Oppavia) este un oraș din nordul Cehiei, pe râul Opava, situat la nord-vest de Ostrava. Capitală istorică a Sileziei Cehe, Opava se află acum în regiunea Moravia-Silezia și avea o populație de 59.843 de locuitori la 1 ianuarie 2005.

## Geografie
Opava este situat pe Dealul Opava (cehă Opavská pahorkatina; o parte a Câmpiilor Sileziene) pe râurile Opava (afluent de stânga al râului Oder) și Moravice (afluent de dreapta al râului Opava).

## Istoric
Opava a fost atestată documentar pentru prima dată în 1195. Prima mențiune a drepturilor orășenești de tip Magdeburg a avut loc în 1224. El a fost capitala Ducatului de Opava ce a aparținut pe rând Sileziei, Boemiei și în cele din urmă Austriei.
În 1614 Carol I de Liechtenstein a devenit duce de Opava. După ce majoritatea teritoriului Sileziei a fost anexată de Regatul Prusiei în Războiul de Succesiune Austriac, după 1740, restul teritoriului Sileziei aflat încă sub controlul Monarhiei Habsburgice a devenit cunoscut ca Silezia Austriacă, cu capitala la Troppau (1742-1918). Congresul de la Troppau a avut loc acolo în perioada 27 octombrie - 17 decembrie 1820.

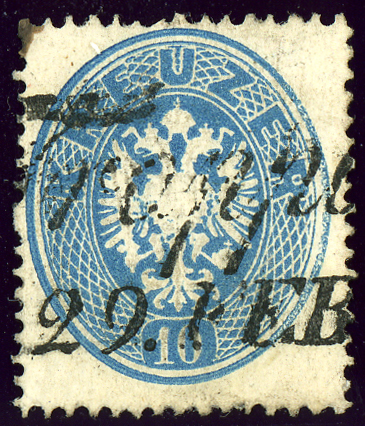
Timbru austriac de 10 creițari emis în 1863, anulat cu o ștampilă pe care scrie Troppau

Potrivit recensământului austriac din 1910, orașul avea 30.762 de locuitori, din care 29.587 locuiau permanent aici. În ceea ce privește limba maternă, recensământul a arătat că 27.240 de persoane (92%) erau vorbitori de limba germană, 2.039 persoane (6,9%) erau vorbitori de limba cehă și 274 persoane (0.9%) erau vorbitori de limba poloneză. Evreilor nu li s-a permis să se declare ca vorbitori de idiș, iar cei mai mulți dintre ei au declarat astfel că vorbesc limba germană. Principalul grup religios erau romano-catolicii cu 28.379 persoane(92.2%), urmat de protestanți cu 1.155 persoane (3,7%) și evrei cu 1.112 persoane (3.6%).
După înfrângerea Austro-Ungariei în Primul Război Mondial, Troppau a devenit parte a Cehoslovaciei în 1919, sub numele de Opava.

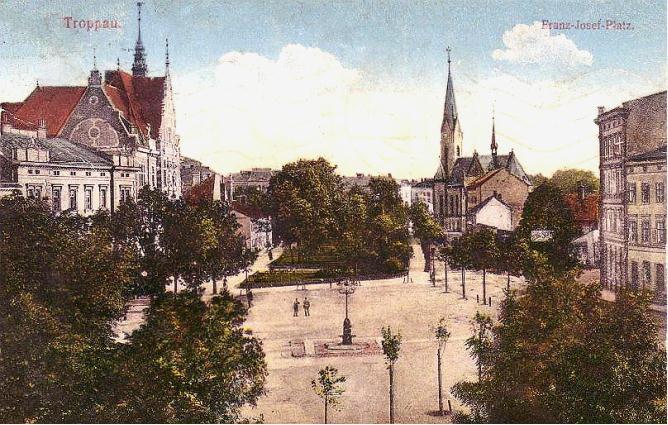
Opava în 1900

În perioada 1938-1945 Opava a fost parte a Germaniei Naziste, în conformitate cu Acordul de la München. Cu o zi înainte de anexarea Sudeților de către Germania în 1938, orașul s-a separat de okres și a devenit propriul său Stadtkreis. La sfârșitul celui de-al Doilea Război Mondial, întreaga populație germană din Opava a fost expulzată cu forța în 1945-1946, în baza termenilor prevăzuți în decretele Beneš; orașul a fost repopulat cu cehii. O mare parte a populației expulzate s-a stabilit în Bamberg, Germania.
În timp ce Ducatul de Opava a încetat să mai existe, titlul de duce de Troppau este folosit și în ziua de azi, iar  Hans-Adam al II-lea, Principe de Liechtenstein este deținător al acestui titlu.

## Economie și cultură
Opava este în prezent un important centru de afaceri și cultural al Sileziei. Aici se află mai multe instituții economice și culturale care deservesc întreaga regiune, inclusiv Muzeul Sileziei, care este cel mai vechi muzeu din Republica Cehă, și Institutul Silezian al Academiei de Științe. În Opava este singura universitate publică din țară care nu se află într-o capitală regională, Universitatea Sileziană (Opava). Orașul face parte dintr-o zonă industrială aglomerată, împreună cu Ostrava, și produce echipamente minier. Opava decernează, de asemenea, propriul său premiu cultural.
Teatrul Silezian din Opava a fost fondat în anul 1805. Piesele au fost jucate în limba germană până la sfârșitul celui de-al Doilea Război Mondial.

## Personalități
- Joy Adamson, naturalist
- Franz Bardon, magician
- Petr Bezruč (1867 - 1958), poet
- Eduard von Böhm-Ermolli, feldmareșal austriac
- Helmut Niedermeyer, om de afaceri austriac
- Martin din Opava, istoric și cleric din secolul al XIII-lea
- Joseph Maria Olbrich, arhitect
- Zuzana Ondrášková, jucătoare de tenis
- Johann Palisa, astronom
- Boris Rösner, actor
- Bohdan Sláma, regizor de film
- Pavel Složil, jucător de tenis
- Josef Gebauer, istoric;
- Barbora Malíková (n. 2001), atletă.

## Relații internaționale
Orașul Opava este înfrățit cu:
- Zabrze, Polonia

## Vezi și
- Háj ve Slezsku